# 王子 (西班牙王国和葡萄牙王国)
Infante是西班牙王國與葡萄牙王國君主子女的稱謂，相當於英語中的Prince、法語中的Fils de France，中文普遍譯為「王子」。Infante的陰性形式為Infanta，普遍譯為「公主」或「王女」。

## 西班牙
由於當今的西班牙國王菲利普六世並無兒子或兄弟，目前的西班牙王室並無任何Infante，而有四位Infanta：
- 索菲亞公主，菲利普六世的次女
- 艾蓮娜公主，前國王胡安·卡洛斯一世的長女
- 克里斯蒂娜公主，胡安·卡洛斯一世的次女
- 瑪格麗塔·德·波旁，胡安·卡洛斯一世的妹妹

## 葡萄牙
因葡萄牙君主制於1910年被推翻，葡萄牙現今為共和制。然而，葡萄牙王室的後裔仍使用君主制的王室頭銜：現今的葡萄牙王室首領杜阿爾特·皮奧的頭銜為布拉干薩公爵，其子女可稱Infante與Infanta。